# Jacy Jayne
Taylor Grado (* 24. Dezember 1996 in Tampa, Florida) ist eine US-amerikanische Wrestlerin. Sie steht derzeit bei der WWE unter Vertrag und tritt regelmäßig in deren Show NXT auf. Ihr bisher größter sportlicher Erfolg ist der Erhalt der NXT Women’s Championship sowie der zweifache Erhalt der NXT Women’s Tag Team Championship.

## Wrestling-Karriere

### Erste Anfänge (2018–2020)
Am 30. Mai 2018 gab sie ihr Wrestling-Debüt bei American Combat Wrestling unter dem Ringnamen Avery Taylor. Sie trat unter anderem auch bei World Xtreme Wrestling, Shine Wrestling, EVOLVE and Full Impact Pro an. Über die Zeit gewann sie zwei Mal die ACW Women’s Championship sowie einmal die WXW Women’s Championship.

### World Wrestling Entertainment (seit 2020)
Am 23. September 2020 gab sie ihr Debüt bei WWE. Hier trat sie bei einer Battle Royal an, diese konnte sie jedoch nicht gewinnen. Am 24. Februar 2021 wurde ihre Vertragsunterzeichnung bei der WWE offiziell gemacht. Am 20. Juli 2021 gab sie ihr offizielles Debüt. Ihr Match gegen Franky Monet verlor sie jedoch. Am 27. Juli 2021 gründete sie mit Gigi Dolin und Mandy Rose das Stable Toxic Attraction. Am 26. Oktober 2021 gewannen sie zusammen mit Dolin die NXT Women’s Tag Team Championship, hierfür besiegten sie in einem Scareway to Hell Triple Threat Ladder Match Indi Hartwell und Persia Pirotta sowie die Titelträger Io Shirai und Zoey Stark. Die Regentschaft hielt 158 Tage, sie verloren die Titel am 2. April 2022 bei NXT Stand & Deliver (2022) an Dakota Kai und Raquel González. Am 5. April 2022 gewannen sie die Titel zurück, nachdem sie Dakota Kai und Raquel González besiegen konnten. Die Regentschaft hielt 91 Tage, sie verloren die Titel schlussendlich am 5. Juli 2022 an Cora Jade und Roxanne Perez.

## Titel und Auszeichnungen
- World Wrestling Entertainment
  - NXT Women’s Tag Team Championship (2×) mit Gigi Dolin
  - NXT Women’s Championship (1×)

- American Combat Wrestling
  - ACW Women’s Championship (2×)
  - ACW Women’s Title #1 Contendership Tournament (2018)

- World Xtreme Wrestling
  - WXW Women’s Championship (1×)